# Antonio Gussalli
Antonio Gussalli (Soncino, 26 gennaio 1806 – Milano, 24 maggio 1884) è stato un letterato italiano.

## Biografia
Discepolo di Pietro Giordani, con cui collaborò per la stesura di alcuni scritti e di cui curò l'edizione delle opere, venne elogiato da Carducci, che gli dedicò il sonetto Ad Antonio Gussalli negli Juvenilia, e fu uno dei sei dedicatari dell'edizione delle Rime carducciane del 1857. Fu anche in corrispondenza con Alessandro Manzoni e frequentò assiduamente il Salotto Maffei.
Collaborò al mensile Poliziano di Firenze, roccaforte degli studi letterari degli Amici pedanti, strenui difensori del classicismo a fronte della temperie romantica. Questi ultimi lo tenevano in grande considerazione e scrissero di lui in vari giornali.

## Opere
- La spedizione di Carlo Odoardo Stuart negli anni 1743-44-45-46: descritta latinamente nel 1751 a cui alla stesura hanno partecipato anche Giulio Cesare Cordara e Pietro Giordani, editore L. di G. Pirola, 1845
- Prose, Milano, Libreria ed., 1877